# We Fell in Love in October
«We Fell in Love in October» (lit. ‘Ens vam enamorar a octubre’) és una cançó de la cantautora noruega girl in red. Va ser llançada com a senzill el 21 de novembre del 2018, amb «Forget Her» com a cara B. El component lèsbic de la lletra l'ha fet destacar a TikTok, on s'ha fet servir en més de 454.000 vídeos, i parla de la primera relació amorosa que va viure l'artista amb una noia.
La cançó va ser escrita, composta i produïda per la mateixa Marie Ulven, segons els crèdits que figuren al servei de reproducció musical Tidal. La jove que interpreta l'interès romàntic de la cantant en el videoclip és Mina Rodahl.

## Rendiment comercial
«We Fell in Love in October» va arribar a la 14a posició de la llista dels Estats Units Hot Rock & Alternative Songs de Billboard l'octubre del 2019. El mateix any, va tenir un bon nombre de vendes al Regne Unit. A més, entre el 2021 i el 2022, va aparèixer en la llista de cançons de Txèquia com a 91a, en la de Lituània com a 56a, en la d'Eslovàquia com a 87a, en la de Grècia com a 76a, en la britànica de caràcter indie com a 39a, i a banda de tot això va aconseguir posicionar-se com a 154a en la Billboard Global 200, d'abast mundial.
Finalment, va rebre una certificació d'or per 35.000 unitats venudes a Austràlia per l'Australian Recording Industry Association, una certificació d'or per 10.000 unitats a Grècia per IFPI Greece, una certificació d'argent per 200.000 unitats venudes al Regne Unit per la Indústria Fonogràfica Britànica, i una certificació de platí per 1.000.000 unitats venudes al Regne Unit per la Recording Industry Association of America.